# Johnny Deathshadow
Johnny Deathshadow est un groupe allemand de metal alternatif, originaire de Tübingen, en Bade-Wurtemberg.

## Histoire
Johnny Deathshadow est formé en 2010 par le chanteur Jonathan Schneider et le guitariste Eike Cramer. Initialement, le concept était basé sur des reprises de succès pop bien connus dans le style horror punk, qui étaient interprétées avec des paroles de scénarios d'horreur. Les chansons sont jouées avec un maquillage de scène élaboré et un concept visuel (le groupe apparaît toujours comme un groupe de squelettes), qui est ensuite légèrement varié. La formation est complétée par Simon Kaiser (basse) et Maik Wentzien (batterie). Les premières représentations ont lieu à l'automne et à l'hiver 2010 à Hambourg, Bremerhaven et Cuxhaven. En 2011, le groupe joue, entre autres, au Walpurgisrock Open Air et à la soirée d'échauffement au Rockharz Open Air. Des spectacles de soutien individuels jouent également joués pour le groupe gothique Unzucht. Fin 2011, le bassiste Simon Kaiser quitte le groupe, et est remplacé par Daniel Meier.
D'autres apparitions de soutien pour Unzucht et Coppelius suivent en 2012. Le groupe joue également des morceaux écrits pour la première fois, notamment lors de la 1re édition du Ostfriesischen Gothic-Treffen. Après un concert de soutien à Lord of the Lost et Unzucht le 9 février 2013, le groupe enregistre son EP death rock Blood and Bones, sorti le 13 septembre 2013 sur le label hambourgeois Make Big Records , et est examinée par la presse en ligne compétente,. En 2014, Johnny Deathshadow et d'autres jouent une tournée de sept concerts en Pologne et en République tchèque. En outre, au total, plus de 30 concerts sont joués tout au long de l'année, dont le Dark Current Fest à Spire, le Langeln Open Air près de Langeln (Holstein) et un concert de soutien à Stahlmann au Checkpoint Alfeld. Mi-2014, le groupe change de style et  l'enrichit avec de forts éléments de metal gothique et industriel. En mai 2015, le batteur Maik Wentzien quitte le groupe et est temporairement remplacé par Sascha Meier, qui n'est censé intervenir que pour un show de première partie avec Rotting Christ et une tournée en Angleterre début décembre 2015. Il est le batteur permanent du groupe depuis décembre 2015. Début 2016, le groupe joue le premier rôle principal de Pyogenesis lors de quatre concerts en club lors de leur tournée allemande.
Le premier album Bleed with Me est enregistré en janvier 2016 et sort le 21 octobre 2016 via Make Big Records / Soulfood. L'album est examiné par la presse spécialisée en ligne et imprimée, et reçoit de bonnes à très bonnes critiques. Matthias Weckmann, rédacteur au metal Hammer déclare : « Les riffs rapides viennent principalement du domaine industriel, en plus il y a des rythmes percutants et des éléments automatisés que les fans de Krupps devraient aimer. » Les éditions imprimées de Legacy, Sonic Seducer et Orkus critiquent aussi l'album. Peu de temps après la sortie, le groupe repart en tournée en Grande-Bretagne en novembre 2016. Un concert au Wacken Open Air 2017 est également annoncé.
En mars 2017, Johnny Deathshadow est en tête d'affiche avec le groupe de NDH Stahlmann lors de leur tournée Bastard. Ils jouent ensuite en première partie de Ministry, au Wave-Gotik-Treffen à Leipzig et au Wacken Open Air. Le groupe se produit également au Festival M'era Luna 2017. Dans le même temps, d'autres concerts en Grande-Bretagne sont annoncés. En plus de produire le deuxième album, Johnny Deathshadow joue sur les ramifications du festival Wacken Winter Nights et Plage Noire en 2018. Puis ils jouent à la fin du printemps en deux autres tournées à travers l'Allemagne, une en soutien à Cypecore et une avec les vétérans de la scène Die Krupps. Deux premières suivent en novembre : lors de la tournée avec Unzucht, Johnny Deathshadow a donné son premier concert en France. Lors de cette tournée, les premières chansons du prochain album sont jouées en live. Le deuxième album du groupe, DREAM, sort le 18 janvier 2019. Dans sa critique, Metal Hammer lui attribue 5,5 points sur 7 et précise : « Même après plusieurs écoutes, DREAM reste un album passionnant et plein d'inventivité.

## Discographie
- 2013 : Blood and Bones (EP ; Make Big Records, Believe)
- 2014 : Dead End Romance (single ; Make Big Records, Believe)
- 2016 : Bleed with Me (album ; Make Big Records, Soulfood)
- 2019 : D.R.E.A.M. (album ; Make Big Records, Soulfood, Believe)